# Nevski Piatatchok

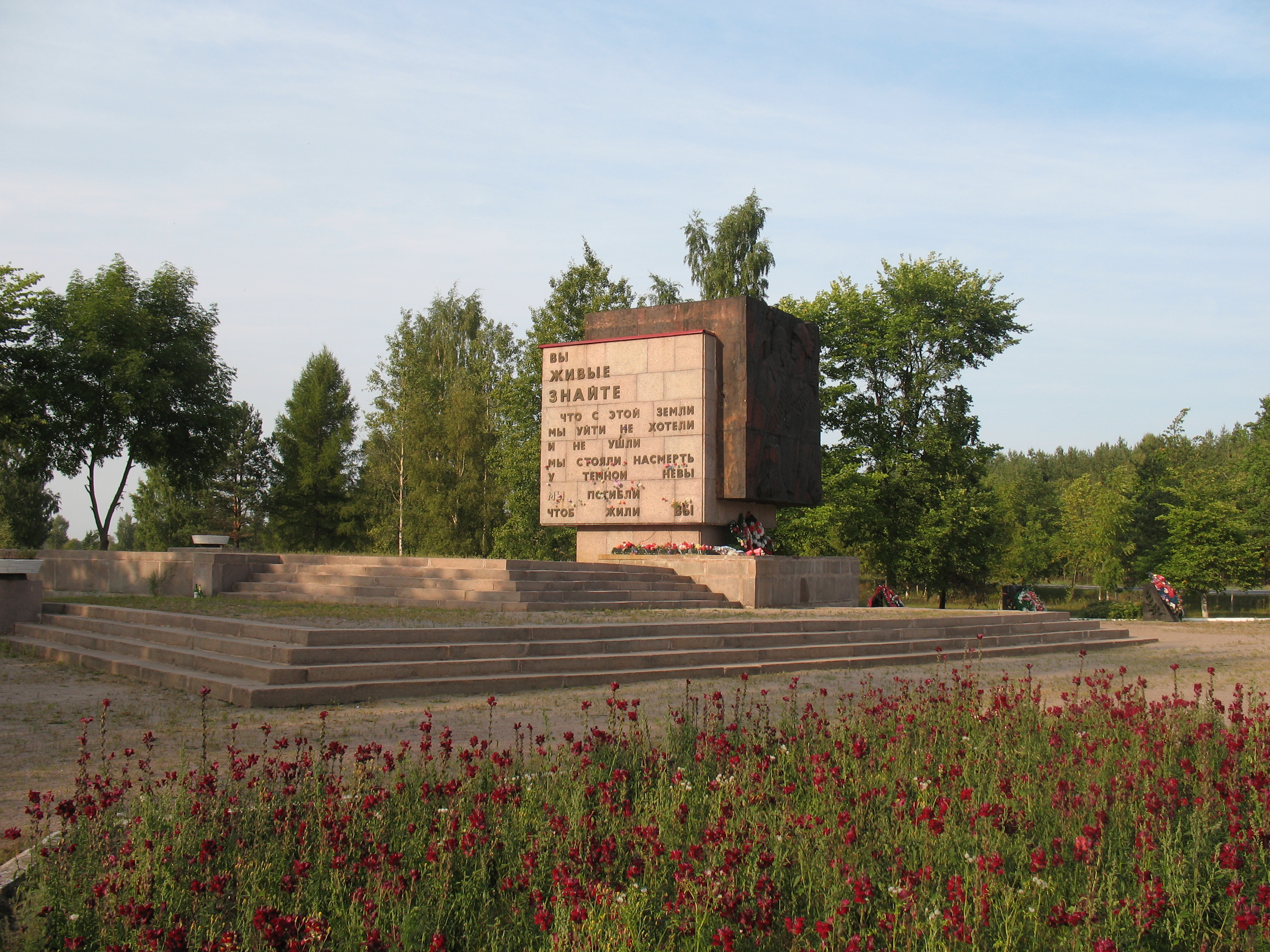
Mémorial sur le champ de bataille de Nevski Piatachok.

Nevski Piatachok (en russe : Не́вский пятачо́к) est le nom de la tête de pont de la Neva, située à 50 km à l'est-sud-est de Léningrad et à 15 km au sud de Chlisselbourg. Ce fut le site de l'une des campagnes les plus critiques et les plus coûteuses du siège de Leningrad de septembre 1941 à mai 1943 pour rouvrir les communications terrestres avec la ville pendant le siège allemand.

## Campagne militaire
La zone située entre Chlisselbourg et le cheminement de la Neva au sud représente le lien terrestre entre le territoire sous contrôle soviétique et le périmètre de défense de la ville. L'objectif de l'Armée rouge était de conserver cette étroite bande de côte et d'empêcher les forces allemandes d'achever le blocus, permettant ainsi aux transports d'atteindre la population de Léningrad assiégée avec de la nourriture, des médicaments et d'autres fournitures.
La zone est d'abord défendue par la région fortifiée de Krasnogvardeïsk de l'Armée rouge, les 55e et 48e armées qui comprend les 45e de la Garde, 115e, 86e, 168e, 10e divisions de fusiliers, la 1re division de fusiliers du NKVD et la 4e brigade d'infanterie navale. Le 7 septembre 1941, la 20e division motorisée allemande réussit à forcer les éléments de la 48e armée à quitter Chlisselbourg, ouvrant la voie à une lutte de plus de deux ans de l'Armée rouge pour rouvrir les communications terrestres avec Léningrad.
Dans un premier temps, les Allemands sécurisent la zone. Le 20 septembre 1941, un petit groupe de soldats soviétiques dirigés par le capitaine Vassili Doubik réussit à traverser le fleuve à l'aide de bateaux de pêche et de radeaux de fabrication artisanale et à établir la tête de pont, mais ils ne parviennent pas à l'agrandir. Les Allemands réussissent à éliminer la tête de pont le 29 avril 1942 mais elle est finalement rétablie le 26 septembre 1942.
En octobre 1942, la 67e armée soviétique tente de déloger le XXVIIIe corps d'armée allemand. Les combats sont violents.
Finalement, Leonid Govorov propose deux opérations à la Stavka, appelées opération Chlisselbourg et opération Ouritsk, qui deviendront la base de la planification de l'opération Iskra. La 2e armée de choc du front Volkhov et la 67e armée du front de Léningrad doivent détruire les troupes allemandes dans le secteur Chlisselbourg-Siniavino, rétablissant ainsi les communications terrestres et levant le siège. Ils sont soutenus dans cette tâche par la 13e armée aérienne (en) et certaines unités de l'aviation à long rayon d'action.
Bien que le périmètre sud-est du siège ait été temporairement pénétré, les forces soviétiques ne réussissent qu'à ouvrir un corridor de 10 à 12 km de large, les communications terrestres devant passer sous le feu des canons allemands. Les pertes allemandes pendant la durée de la lutte pour la tête de pont (estimées à 1 km par 1,5 km de superficie), s'élèvent à environ 160 000 (combat et liés au combat).
Ces opérations, ainsi que d'autres menées jusqu'au 10 mai 1943, ont entraîné des pertes pour l'Armée rouge estimées à 260 000 dans ce secteur du front.